# Индекс IFX-Cbonds
Индекс IFX-СВonds — индекс корпоративных облигаций, который совместно рассчитывается и продвигается агентствами «Интерфакс» и «Сбондс.ру», является правопреемником индекса RUX-Cbonds.

## Методика расчета индекса IFX-Cbonds
IFX-Cbonds был первым в России индикатором, отражающим доходность инвестирования средств на рынке корпоративных облигаций, его методика разработана на основе рекомендаций European Bond Commission и с учётом опыта расчета аналогичных индикаторов за рубежом.

## Использование индекса
Индекс относится к группе «индексов слежения» (tracker indices) и представляет собой индекс совокупного дохода (total return index).
Динамика индекса, помимо отображения конъюнктуры рынка, позволяет отследить доходность инвестиций в российские корпоративные облигации за конкретный период времени.

## База расчета
IFX-Cbonds — взвешенный по эффективной рыночной капитализации индекс рынка наиболее ликвидных рублевых облигаций российских эмитентов, допущенных к обращению на фондовой бирже ММВБ с включением в котировальные листы биржи. Индекс рассчитывается на основе цен сделок, совершенных на ММВБ в режиме основных торгов с облигациями индексного списка.
На данный момент в индексный список входят 30 бумаг, рыночная капитализация которых составляет не менее 5 % общей рыночной стоимости облигаций, включенных в котировальные листы ФБ «ММВБ».Пересмотр Индексного списка осуществляется экспертным советом не чаще одного раза в квартал.
Расчет значения индекса IFX-Cbonds осуществляется один раз в день по итогам торгов облигациями на Фондовой бирже «ММВБ».

### Формирование индексного списка
Для расчета индекса первоначально рассматриваются все корпоративные облигации, торги которыми проходят в рамках торговых площадок ММВБ, СПВБ и РТС.
Из первоначального списка исключаются:
- Бумаги с валютной привязкой
- Бумаги со сроком к погашению или ближайшей оферте менее месяца
- Низколиквидные бумаги, определяемые следующими критериями:

 — Количество дней, когда данный выпуск облигаций не торговался хотя бы на одной из перечисленных торговых площадках превышает половину торговых дней месяца, в течение которых выпуск был допущен к обращению.
 — Среднедневной оборот по облигациям данного выпуска за тот период прошедшего месяца, когда выпуск был допущен к обращению на торговых площадках, составлял менее 2 млн руб.
Список, полученный в результате вышеозначенных действий, называется Списком рыночных бумаг.
В индексный список включаются все те бумаги из Списка рыночных бумаг, номинальный объем которых составляет не менее 5 % номинального объема всех выпусков облигаций, торговля которыми осуществляется на торговых площадках.
В случае если этот список не даст в совокупности 90 % номинального объема всех облигаций, входящих в список рыночных бумаг, в список добавляются последовательно выпуски облигаций, составляющие наибольшую долю по номинальному объему до тех пор, пока эта величина не будет достигнута, либо пока количество выпусков бумаг не достигнет 20.
Если выборка завершена по критерию количества бумаг в списке и при этом достигнуто 25 % номинального объема выпусков облигаций, входящих в список рыночных бумаг, формирование списка прекращается.
Если 20 бумаг выбрано, но 25%-й барьер не достигнут, включение бумаг продолжается до достижения этого уровня.

## Группа индексов
- IFX-Cbonds[4]
- IFX-Cbonds ценовой[5]
- IFX-Cbonds средневзвешенная доходность (эффективная)
- IFX-Cbonds дюрация инд. портфеля
- IFX-Cbonds средневзвешенная доходность (простая)

## Даты начала и начальные значения индекса
| Дата начала        | 01.01.2002 |
| Начальное значение | 100        |

## Формула расчета
Формула для расчета индекса моделирует динамику стоимости индексного портфеля ценных бумаг, при условии, что все полученные процентные платежи немедленно реинвестируются в тот же самый портфель облигаций.
Предлагаемый индекс российского рынка корпоративных облигаций представляет собой индекс полной доходности (total return index) и рассчитывается по следующей формуле:
I (0) = 100;
{\displaystyle I(t)=I(t-1)*\sum _{i-1}^{n}{\frac {[P(i,t)+A(i,t)+G(i,t)]*V(i)}{[P(i,t)+A(i,t)]*\sum \limits _{j-1}^{n}V(j)}}}
Где:
- {\displaystyle n} — число бумаг индексного списка;
- {\displaystyle P(i,t)} — цена i-ой бумаги в момент времени t(*);
- {\displaystyle A(i,t)} — накопленный купонный доход по i-ой бумаге в момент t (в день выплаты купона, который, соответственно, является и началом нового купонного периода, этот показатель равен 0);
- {\displaystyle G(i,t)} — купонные выплаты получаемые по i-ой бумаге в момент времени t;
- {\displaystyle V(i)} — номинальный объем i-го выпуска облигаций из индексного списка.

(*) — В качестве цены i-ой бумаги в момент времени t используется средневзвешенное по объемам торгов значение цен сделок, заключенных на всех торговых площадках, за исключением цен по сделкам в РПС на ММВБ:
{\displaystyle P_{j}({i,t})=\sum _{j-1}^{M}P_{j}({i,t}){\frac {Q_{j}({i,t})}{\sum \limits _{j-1}^{M}Q_{j}({i,t})}}}
- {\displaystyle P_{j}({i,t})} — средневзвешенная цена i-ой бумаги в момент времени t на площадке j;

Индекс рассчитывается один раз в день. За начало расчета, когда значение индекса принимается равным 100 берется дата 1 января 2002 года.
Кроме основного индекса рассчитывается также вспомогательный («конъюнктурный»), который представляет собой «ценовой» индекс. Его расчет осуществляется следующим образом:
IP (0) = 100;
{\displaystyle IP(t)=IP(t-1)*\sum _{i-1}^{n}{\frac {P({i,t})*V(i)}{P(i,t-1)*\sum \limits _{j-1}^{n}V(j)}}}
Где:
- {\displaystyle n} — число бумаг индексного списка;
- {\displaystyle P(i,t)} — цена i-ой бумаги в момент времени t;
- {\displaystyle V(t)} — номинальный объем i-го выпуска облигаций из индексного списка.

## Раскрытие информации
Информация о текущих значениях индекса IFX-Cbonds, индексном списке, а также о доле капитализации каждой облигации в суммарной капитализации бумаг Индексного списка раскрывается ежедневно на интернет-сайтах Cbonds.ru и ленте новостей «Интерфакс».